# Уласкова
У́ласкова (эст. Ulaskova), также У́ласкува (эст. Ulaskuva), У́ускюла (эст. Uusküla), У́уссалу (эст. Uussalu) — деревня в волости Сетомаа уезда Вырумаа, Эстония. Исторически относится к нулку Коолина.
До административной реформы местных самоуправлений Эстонии 2017 года деревня входила в состав волости Меремяэ (упразднена).

## География и описание
Расположена в 25 километрах к юго-востоку от уездного центра — города Выру — и в 24 километрах к юго-западу от волостного центра — посёлка Вярска. Высота над уровнем моря — 144 метра.
Климат переходный от морского к континентальному. Официальный язык — эстонский. Почтовый индекс — 65348.

## Население
По данным переписи населения 2021 года, в Уласкова насчитывалось 18 жителей, все — эстонцы.
По данным переписи населения 2011 года, в деревне также проживали 18 человек, все — эстонцы (сету в перечне национальностей выделены не были).
Численность населения деревни Уласкова по данным переписей населения СССР и Департамента статистики Эстонии:
| Год  | 1959 | 1970 | 2000 | 2011 | 2017 | 2018 | 2019 | 2020 | 2021 |
| ---- | ---- | ---- | ---- | ---- | ---- | ---- | ---- | ---- | ---- |
| Чел. | 48   | ↘ 26 | ↗ 33 | ↘ 18 | ↗ 21 | ↗ 23 | ↘ 22 | ↗ 24 | ↘ 18 |

## История
В письменных источниках 1585 года деревня упоминается как Влазова, примерно 1790 года — власкова шѣмякина, 1882 года — Уласково, 1896 года — Ulaskova, 1904 года — Ulaskova, Ула́сково, 1937 года — Ulaskuva.
На военно-топографических картах Российской империи (1846–1867 годы), в состав которой входила Лифляндская губерния, деревня обозначена как Власкова.
В XIX веке деревня входила в общину Коолина и в состав прихода Залесье.
Восточная и северо-восточная часть Уласкова — бывшая деревня Вяйко-Уласкова (эст. Väiko-Ulaskova, в 1970 году — Вяйке-Уласкова (эст. Väike-Ulaskova, с эст. — Малая Уласкова), были объединены в период кампании по укрупнению деревень в 1977 году и до 1997 года включительно административно являлись частью деревни Тсиргу.

## Достопримечательности

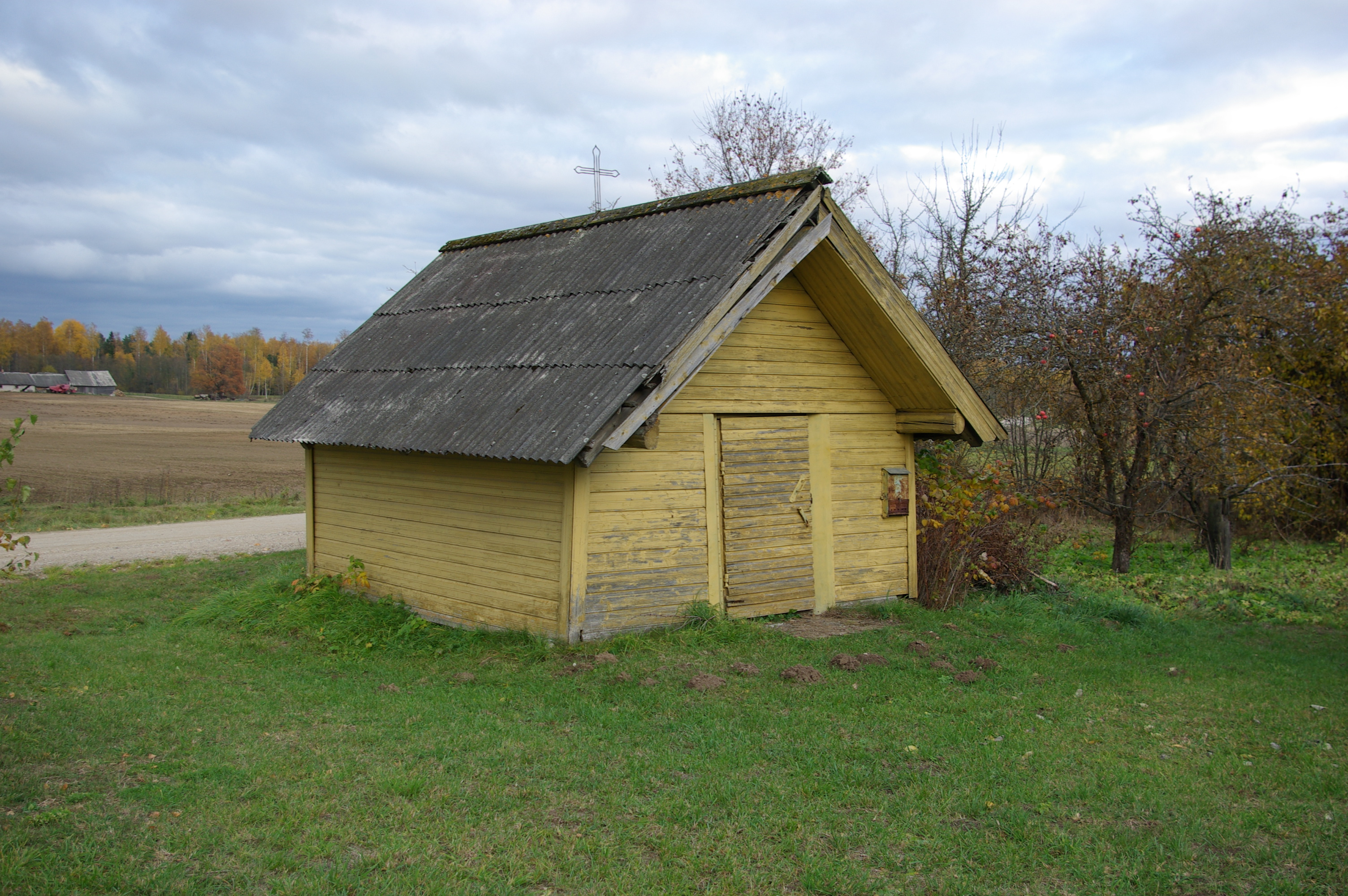
Часовня Уласкова в 2013 году

В деревне находится часовня сету Уласкова (на местном диалекте цяссон). Она посвящена святому великомученику Димитрию Солунскому. Под охраной государства не находится.
Часовня Уласкова — это одноэтажный четырёхугольный домик из сосновых брёвен c поперечным срубом и двускатной крышей, размером 466 x 372 см и одним внутренним помещением площадью 13,9 м². Внешний облик часовни существенно изменён, раньше у неё были сени, и стены не были покрыты тёсом. У часовни дверной проём размером 84×155 см; дощатая дверь имеет кованные подвески и открывается наружу; одно деревянное окно размером 45×65 см разделено на пять квадратов. Окрашена в жёлтый цвет.

## Происхождение топонима
Название деревни происходит от имени святого Власия, покровителя домашних животных. По замечанию эстонского языковеда Лембита Ваба (Lembit Vaba), в топонимах сету, имеющих славянское происхождение, отчётливо проявляются характерные для белорусского языка черты фона, такие как начало имени: вл- —› ул- (Власкова —› Уласково). В Псковской области есть деревня Уласково и несколько деревень Власково; на севере России есть река Власкова.

## Комментарии
1. ↑  Эстонские топонимы, оканчивающиеся на -а, не склоняются и не имеют женского рода (исключение — Нарва)[8].